# Bulić (Benkovac)
Pour les articles homonymes, voir Bulić.
Bulić est un village de la municipalité de Benkovac (Comitat de Zadar) en Croatie. Au recensement de 2011, la ville comptait 147 habitants.